# Brandon (Minnesota)
Brandon – miasto w Stanach Zjednoczonych, w stanie Minnesota, w hrabstwie Douglas.